# Massimo Nobili
Massimo Nobili (Premosello, 8 settembre 1958) è un politico italiano, presidente della Provincia del Verbano-Cusio-Ossola dal 2009 al 2014.

## Carriera
Omegnese d'origine, ma residente a Casale Corte Cerro, ha iniziato la sua carriera politica come consigliere comunale dal 1980 al 1985 nel comune di Loreglia; è stato poi segretario provinciale di Forza Italia dal 2000 al 2005. Ha inoltre ricoperto le cariche di presidente della SAIA S.p.A. (Società Aree Industriali e Artigianali) a Verbania, di presidente del Tecnoparco del Lago Maggiore S.p.A., di presidente della SPL (Servizi Pubblici Locali S.r.l) a Omegna, di responsabile delle relazioni esterne dell'ASL del Verbano-Cusio-Ossola (VCO) a Omegna, e di commissario della Fondazione Cariplo del VCO dal 2000 al 2007. Nel 2006 ha inoltre promosso la nascita della Fondazione Comunitaria del VCO, che opera per scopi di beneficenza. 
In occasione delle elezioni amministrative del 2009 è eletto presidente della provincia col 57,5% dei voti, in rappresentanza di una coalizione di centrodestra.
È sostenuto, in consiglio provinciale, da una maggioranza costituita da Popolo della Libertà, Lega Nord, la lista Nuove Prospettive per Massimo Nobili e la lista Pensionati. Il mandato amministrativo è scaduto nel 2014.
Ha ricoperto inoltre i seguenti incarichi: presidente dell'Unione Province Piemontesi, consigliere della Fondazione delle Province del Nord Ovest, della Fondazione Minoprio, presidente del consiglio di amministrazione di Azienda Servizi Ambientali, consigliere del Centro Ortopedico di Quadrante, presidente della società consortile Eurofidi, presidente di Eurocons, presidente del consiglio d'amministrazione di Cesa.